# Parc Lanu
Le parc Lanu (finnois : Lanu-puisto) est un parc proche de l'étang Pikku-Vesijärvi à  Lahti en Finlande.

## Présentation
Lanu-puisto est un parc où sont exposées douze œuvres sculptées par Olavi Lanu.